# Manoach

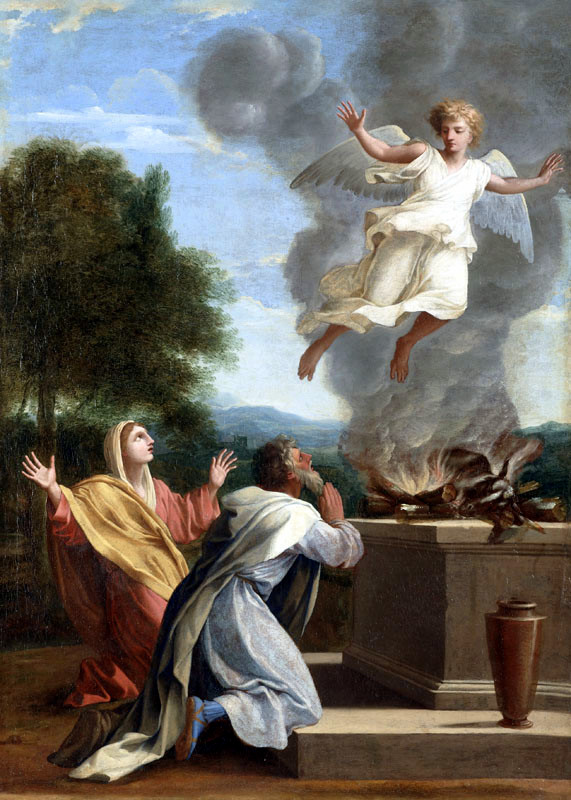
Dipinto in cui viene raffigurato il sacrificio compiuto da Manoach e sua moglie.

Manoach, (in ebraico "מנוח"), secondo il Libro dei Giudici, era il padre di Sansone.
Era sposato con una donna di cui la Bibbia non cita il nome, ma che risulta fondamentale nella narrazione biblica per la sua fedeltà a Dio, al contrario di Sansone e del marito, il quale si rivela titubante e diffidente nei confronti del Signore.
Manòach abitava a Sorea e apparteneva alla tribù di Dan .

## Il racconto biblico
Entra in scena nella Bibbia, e precisamente nel Libro dei Giudici, quando alla moglie appare un angelo, il quale le annuncia che nonostante sia sterile, partorirà un figlio, ma solo a condizione che questi sia poi consacrato al Signore come nazireo. Questo tipo di consacrazione prevedeva che il consacrato fosse votato a Dio, non toccasse cose impure, facesse crescere i capelli, e altri precetti, quali ad esempio non consumare vino e cibi considerati impuri.
Manòach dimostra la sua auto-referenzialità quando la moglie gli riferisce della visione, e si stupisce che Dio non abbia inviato a lui il suo messaggero.
Prega dunque il Signore di mandare ancora il messaggero, ma che questa volta si rivolga a lui stesso.
L'angelo però viene ancora inviato alla donna, la quale si reca velocemente dal marito che lavorava nei campi affinché la seguisse e potesse parlare direttamente con l'angelo.
Manòach, durante il colloquio col messaggero del Signore, cerca di conoscerne il nome, cosa molto importante per gli israeliti dell'epoca perché conoscere il nome di una persona consegna una sorta di autorità su essa. L'angelo non rivela il suo nome, e allora Manòach cerca di trattenere l'angelo per cibarsi di un capretto reso in olocausto.
L'angelo rifiuta stimolando ancora perplessità in Manòach, il quale si convince solo quando al commiato del messaggero una lingua di fuoco proveniente dal cielo consuma il capretto e i sacrifici preparati.
A questi eventi Manòach reagisce con paura di aver scontentato il Signore e teme di essere ucciso, dimostrando di considerare il Dio di Israele alla stregua degli idoli pagani. È la moglie che interviene e semina saggezza, invitandolo a pensare che se Dio avesse voluto ucciderli non avrebbe fatto loro le promesse che aveva fatto.
Dopo queste vicende Manòach non fu più nominato nel Libro dei Giudici, a parte un'indicazione indiretta, come padre di Sansone nell'esprimere dissenso sulla scelta di una donna filistea da parte del figlio. Anche in quell'occasione Manòach si dimostra debole e indeciso, e la sua figura è entrata nel novero dei genitori "imbarazzanti" della narrazione biblica .